# San Giacomo (Laives)
San Giacomo (St. Jakob in tedesco) è una frazione del comune di Laives, in provincia di Bolzano. Si trova a nord dell'abitato di Laives di circa 4 km.

## Geografia fisica

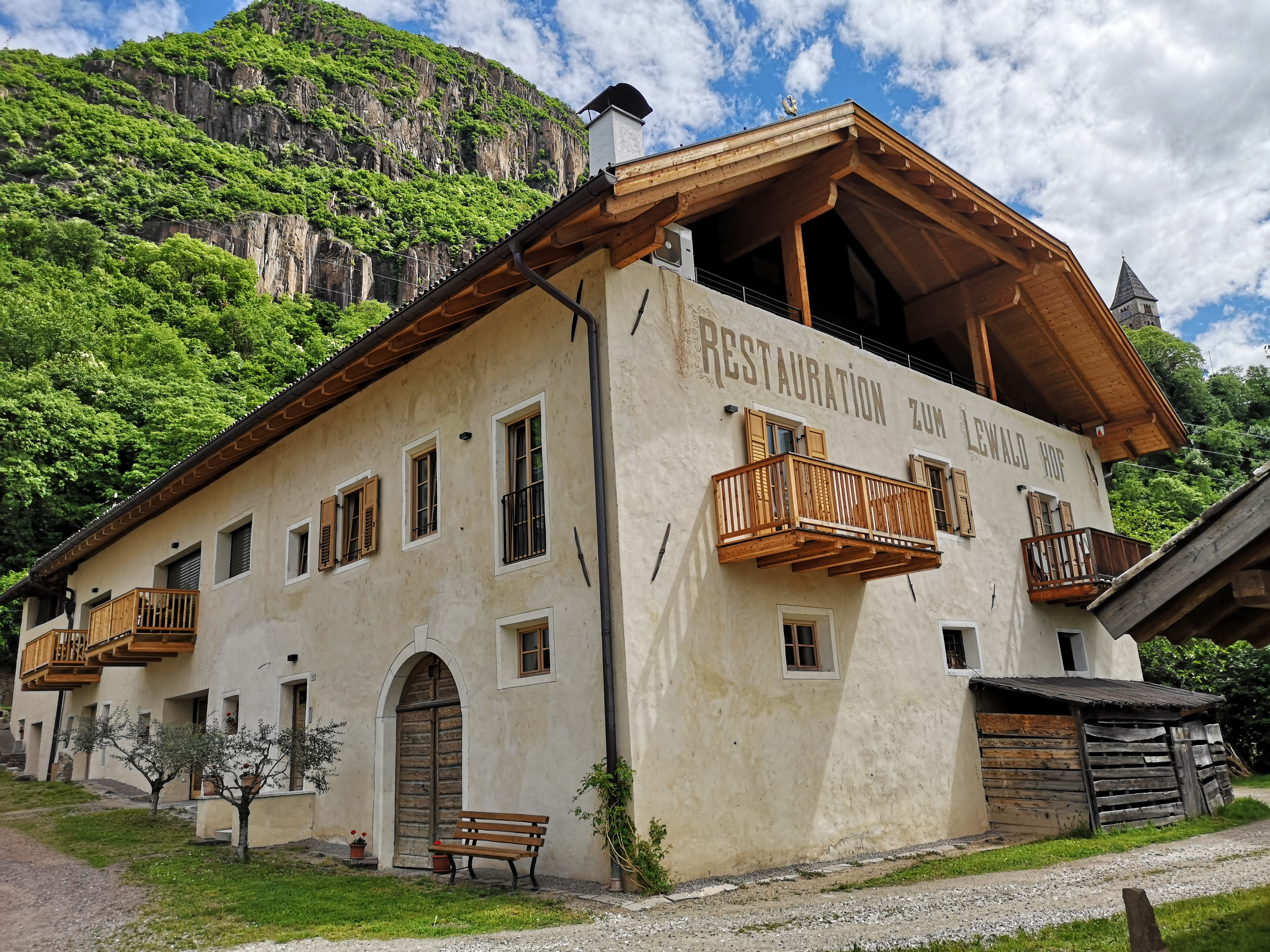
Il maso storico nonchè locanda Lewald

La frazione è addossata alla montagna, di fronte al Monte di Mezzo (ted. Mitterberg, che separa la Bassa Atesina dall'Oltradige).
Vicino all'abitato si trova l'aeroporto di Bolzano-Dolomiti o popolarmente chiamato "di San Giacomo" (Flughafen St. Jakob).
L'abitato di S. Giacomo è situato nella Val d'Adige, circa 3 km a nord della città di Laives. La sua posizione è ai piedi del monte La Costa (Seit), sulla parte orografica est della valle ed è a circa 245 m sul livello del mare. La valle dell'Adige è delimitata, a ovest dallo scorrere dei fiumi Isarco e Adige ed è posizionata, in questo tratto, in direzione nord/ovest sud-est. Il versante Est della valle è delimitato dal Monte Largo (Breitenberg).
A ovest dell'abitato di S. Giacomo si trova la confluenza di questi due fiumi, poi l'Adige viene alimentato da diversi canali come il Landgraben ed il Ghies (Gies) che raccolgono le acque alluvionali e di falda, della valle stessa. La parte est della valle è caratterizzata dalle pareti molto scoscese e da ripide rocce porfiriche che scendono quasi verticali dall'abitato di Seit (la Costa) nei pressi di San Giacomo.

## Toponimo
Il nome, legato al patrono della chiesa medievale, è attestato nel 1237 come St. Jacobus in Cinte e nel 1420 come Sand Jacob in Schint. Dal XV secolo in poi venne anche chiamato St. Jakob in Au o Unterau, in contrapposizione a Oberau, l'odierno quartiere di Oltrisarco a Bolzano.

## Storia
San Giacomo cominciò a svilupparsi non prima del 1400, dapprima pochi masi sparsi, poi, nel XVIII secolo cominciano a sorgere i primi raggruppamenti di case consistenti.
Il motivo di questo tardivo sviluppo urbano è individuabile nel fatto che la zona fosse per lo più paludosa.
La strada principale di collegamento con Bolzano passava, sempre per via delle paludi a fondovalle, sulla montagna (altezza variabile, fino a 100 metri dal fondovalle), un'antica via percorsa anche dalle tribù retiche che avevano un villaggio di capanne a Laives.
In epoca romana tale via fu usata come deviazione della via Claudia Augusta (scavi archeologici hanno ritrovato fondamenta di ville romane e avamposti), per raggiungere la conca di Bolzano e fondarono, ai piedi della collina, ove sorge la chiesetta, un avamposto. Successivamente, nella parte sud della collina stessa, presso il maso Gamper, insediarono delle costruzioni e abitarono la zona nella quale sono state individuate le fondamenta e mura di alcune ville d'epoca romana.
Anche nel Medioevo la strada fu molto frequentata, ne sono testimonianza ruderi di manieri, di torri e ruderi di castellieri che si trovano lungo il percorso e Castel Flavon (Haselburg).

## Monumenti e luoghi d'interesse

### Architetture religiose
Arrivando da sud, si nota subito il promontorio sul quale sorge un'antica chiesetta della fine del XII secolo, costruita su un precedente sito religioso pagano. La chiesa è dedicata in primis all'apostolo San Giacomo il Maggiore, patrono dei pellegrini e dei viandanti, conosciuto anche come San Giacomo di Compostela, la città spagnola dove si trovano le sue spoglie e termine del cammino di Santiago; la chiesa è dedicata anche a Santa Barbara e a San Cristoforo.
I primi documenti scritti che fanno riferimento alla chiesa di San Giacomo sono del 1237 e del 1242, quando i conti Firmian, signori di castel Firmiano, vi esercitavano il diritto di patronato. Nel 1275 vennero ceduti alla chiesetta dei beni, sotto forma di lasciti. La serie storica dei rendiconti ecclesiastici della chiesa (St. Jakob in der Au o in Schint), risalenti al periodo 1540-1803, è conservata presso l'Archivio Storico della Città di Bolzano sotto le segnature Hss. 858-939.
Nel 1480 la chiesa venne adattata alle nuove forme gotiche e, in linea con questa nuova corrente artistica, vennero apportate delle modifiche attorno all'altare. La volta a costoloni risale al 1542, come le finestre contrapposte a sesto acuto (modifica che distrusse alcuni affreschi). La nuova volta in muratura generava una forte spinta; per questo il muro sud fu rafforzato con tre robusti contrafforti. Fin dai tempi antichi la chiesetta fu sottoposta alla parrocchia bolzanina di Santa Maria Assunta. Il primo restauro risale al 1601, anno in cui vi fu il rifacimento del tetto e la costruzione di un ambiente affiancato, atto ad introdurre nella sacrestia.
Nel 1495 venne dipinto un grande affresco ritraente San Cristoforo sulla facciata principale della chiesetta. Tale dipinto fu staccato, tranne una piccola porzione ancora oggi visibile, nel 1905 ed affisso sulla parete esterna del Museo Civico di Bolzano, dove ancora oggi è esposto. L'altare maggiore, opera di Oswald Krad, venne eretto nel 1670, in stile barocco.
All'interno si possono vedere interessanti affreschi del 1390, 1484 e del 1601, nonché un pulpito intarsiato.
La torre è dotata di quattro campane, l'ultima delle quali, fusa ad Innsbruck, è stata installata nell'estate del 2016.
Tra il 1910 e il 1935 officiò don Anton Thaler. Il suo nome è ricordato oggi da un'elegante e grande lapide collocata nel cimitero della frazione e dalla via che porta alla chiesetta, intitolata al sacerdote.

### Architetture militari
Poco lontano dalla chiesetta di San Giacomo, al crocevia tra due strade non più esistenti, si trovano le rovine della cosiddetta Torre sulla Tinzlleiten, la cui storia ed il cui nome originale sono sconosciuti.